# Sao Mai điểm hẹn 2014
Sao Mai điểm hẹn 2014 là năm thi thứ sáu của cuộc thi âm nhạc trên truyền hình Sao Mai điểm hẹn. Đây là lần thứ ba, ban tổ chức chương trình tiếp tục định dạng và luật thi. Số lượng thí sinh giữ nguyên con số 12 tương tự như năm 2012 nhưng số đêm diễn được giảm xuống thành 8 thay vì 10 như các năm trước.

## Thay đổi format
Cuộc thi năm nay có 8 đêm diễn thay vì 10 đêm diễn như những năm trước đây. Giai đoạn 1 có bốn liveshow và ở mỗi liveshow thì 12 ca sĩ trình diễn theo những phong cách âm nhạc khác nhau theo chủ đề từng đêm thi như Pop, Rock, Hip hop, R&B hoặc Dance. Liveshow thứ 4 sẽ là đêm gala kết thúc giai đoạn 1 và công bố bảy ca sĩ xuất sắc nhất được đi tiếp vào giai đoạn 2. Bảy ca sĩ được đi tiếp vào giai đoạn 2 gồm bốn ca sĩ được khán giả bình chọn nhiều nhất và ba ca sĩ do hội đồng nghệ thuật lựa chọn trong số các ca sĩ còn lại. Giai đoạn 2 với bốn đêm thi được truyền hình trực tiếp trên VTV. Trong ba đêm thi đầu của giai đoạn 2, bảy ca sĩ sẽ biểu diễn hai bài hát trong mỗi đêm theo chủ đề từng tuần, và mỗi đêm thi sẽ có một ca sĩ bị loại. Bốn ca sĩ cuối cùng lọt vào đêm chung kết sẽ biểu diễn một bài hát tự chọn, ba ca sĩ trong số đó sẽ nhận những giải thưởng do Hội đồng nghệ thuật bình chọn (50 triệu đồng), giải thưởng Khán giả bình chọn (50 triệu đồng, chỉ tính số phiếu bình chọn trong đêm Gala chung kết) và giải Triển vọng (30 triệu đồng), một ca sĩ còn lại không có giải.
Hội đồng nghệ thuật: nhạc sĩ – nhà sản xuất âm nhạc Huy Tuấn, ca sĩ – NSƯT Thanh Lam và đạo diễn Việt Tú.
Hồi đồng tư vấn/tham vấn về nghệ thuật: nhạc sĩ Tuấn Phương, nhạc sĩ Đỗ Bảo, ca sĩ Tùng Dương, nhà báo Minh Đức.
Ê-kíp chuyên gia: Joe Joe và Vor (chuyên gia về kỹ thuật biểu diễn đễn từ Thái Lan), nhạc sĩ Anh Quân (giám đốc âm nhạc), ca sĩ Mỹ Linh (chuyên gia thanh nhạc), NSƯT Đức Hùng (chuyên gia xây dựng hình ảnh) và các cộng sự, Kenny Thái (chuyên gia trang điểm), Vân Trần (chuyên gia làm tóc), nhà thiết kế Hà Linh Thư, nhà thiết kế Võ Thùy Dương và nhà thiết kế Hà Duy.
Nhà tài trợ: Mobile Star Corp – thương hiệu Mobiistar.
Ban nhạc chính: Ban nhạc Anh Em và nhóm bè VK.
Về phần người dẫn chương trình, Mỹ Lan tiếp tục đồng hành cùng với Danh Tùng.

## Các thí sinh
| MSBC | Thí sinh            | Năm sinh | Địa phương | Ghi chú (Tính đến thời điểm diễn ra cuộc thi)                                                                    |
| ---- | ------------------- | -------- | ---------- | --- |
| 01   | Trần Thị Hằng       | 1994     |            | Sinh viên Trường Đại học Sư phạm Nghệ thuật Trung ương                                                           |
| 02   | Hoàng Thị Hồng Ngọc | 1992     | Nghệ An    | Sinh viên Trường Đại học Văn hóa - Nghệ thuật Quân đội Từng lọt vào chung kết Sao Mai 2013 khu vực phía Bắc      |
| 03   | Phạm Thị Hà My      |          |            | Sinh viên Trường Đại học Kinh doanh và Công nghệ Hà Nội                                                          |
| 04   | Bùi Thị Thùy Trang  | 1993     |            | Sinh viên Trường Đại học Sư phạm Nghệ thuật Trung ương                                                           |
| 05   | Lê Vũ Bình          | 1992     | Hà Nội     | Sinh viên Trường Đại học Thương mại                                                                              |
| 06   | Nguyễn Anh Phong    | 1989     | Vĩnh Phúc  | |
| 07   | Trần Huyền My       | 1995     | Hà Nội     | Du học sinh tại Mỹ Thí sinh Giọng hát Việt (mùa 2) (Top 5 của đội Mỹ Linh, dừng bước tại vòng Liveshow 3)        |
| 08   | Đỗ Thanh Ngọc       | 1991     | Hà Nội     | |
| 09   | Nguyễn Thị Thủy     | 1988     | Hà Nội     | Sinh viên Học viện Âm nhạc Quốc gia Việt Nam                                                                     |
| 10   | Ngô Thị Thanh Huyền | 1995     | Thanh Hóa  | Đặc cách từ Giải Nhất Nhạc nhẹ Sao Mai 2013                                                                      |
| 11   | Hà Minh Tiến        | 1990     | Hải Phòng  | Top 9 Nhạc nhẹ Sao Mai 2013 Thành viên nhóm X-file tham gia Nhân tố bí ẩn mùa 1 (Dừng bước ở vòng Judge's House) |
| 12   | Trần Ngọc Vũ        | 1991     | Phú Yên    | Giải Ba Nhạc nhẹ Sao Mai 2013 Từng tham gia Thần tượng âm nhạc: Vietnam Idol (mùa 5) nhưng sớm bị loại           |

## Chủ đề và bài hát

### Tuần 1 –Pop
Phát sóng: 4 tháng 7 năm năm 2014
Hát mở màn: "Sáng chủ nhật dịu dàng" (Sáng tác: Anh Quân – Trình bày: Mỹ Linh)
| STT | Thí sinh            | Bài hát (tác giả)                                     |
| --- | ------------------- | ----------------------------------------------------- |
| 1   | Hoàng Thị Hồng Ngọc | "Nơi Ấy Bình Yên" (Minh Thụy)                         |
| 2   | Nguyễn Anh Phong    | "Tik Tak" (Nguyễn Linh)                               |
| 3   | Ngô Thị Thanh Huyền | "Trót Yêu" (Ái Phương)                                |
| 4   | Trần Thị Hằng       | "Sao Ta Lặng Im" (Nguyễn Hồng Thuận)                  |
| 5   | Hà Minh Tiến        | "Chào Tuổi Mới" (Thành Vương)                         |
| 6   | Trần Huyền My       | "Tìm" (Hoàng Tôn & Khắc Hưng)                         |
| 7   | Nguyễn Thị Thủy     | "Đừng Ngoảnh Lại" (Lưu Hương Giang)                   |
| 8   | Bùi Thị Thùy Trang  | "Yêu Xa" (Vũ Cát Tường)                               |
| 9   | Phạm Thị Hà My      | "Đời Bỗng Vui" (Đức Trí)                              |
| 10  | Trần Ngọc Vũ        | "Em Kể Anh Nghe" (Nguyễn Hải Phong)                   |
| 11  | Lê Vũ Bình          | "Hoa Hồng Đêm" (Nhạc: Nước Ngoài – Lời Việt: Dũng Hà) |
| 12  | Đỗ Thanh Ngọc       | "Ngày Nắng" (Bùi Bảo Anh)                             |

### Tuần 2 –Rock
Phát sóng: 11 tháng 7 năm năm 2014
| STT | Thí sinh            | Bài hát (tác giả)                              |
| --- | ------------------- | ---------------------------------------------- |
| 1   | Hà Minh Tiến        | "Chới Với Tôi Ru Tôi" (Hồ Hoài Anh)            |
| 2   | Trần Huyền My       | "Hồ Gươm Sáng Sớm" (Lưu Thiên Hương)           |
| 3   | Trần Thị Hằng       | "Thềm Nhà Có Hoa" (Thanh Tâm)                  |
| 4   | Trần Ngọc Vũ        | "Đánh Thức Giấc Mơ" (Trần Ngọc Vũ)             |
| 5   | Phạm Thị Hà My      | "Đừng Ngồi Yên Trong Góc Tối" (Võ Thiện Thanh) |
| 6   | Nguyễn Thị Thủy     | "Tạm Biệt" (Hồ Hoài Anh)                       |
| 7   | Nguyễn Anh Phong    | "Thu" (Phạm Anh Khoa)                          |
| 8   | Hoàng Thị Hồng Ngọc | "Ngại Ngùng" (Lưu Thiên Hương)                 |
| 9   | Lê Vũ Bình          | "Tiếng Đêm" (Hồ Hoài Anh)                      |
| 10  | Đỗ Thanh Ngọc       | "Viết Tình Ca" (Tạ Quang Thắng)                |
| 11  | Bùi Thị Thùy Trang  | "Nhìn Lại" (Thành Thịnh)                       |
| 12  | Ngô Thị Thanh Huyền | "Lột Xác" (Nguyễn Hải Phong)                   |

### Tuần 3 –R&B/Hip hop/Dance
Phát sóng: 18 tháng 7 năm năm 2014
| STT | Thí sinh            | Bài hát (tác giả)                                                         |
| --- | ------------------- | ------------------------------------------------------------------------- |
| 1   | Lê Vũ Bình          | "Tóc Ngắn Môi Xinh" (Dương Đại Dương) & "Tóc Ngắn" (Anh Quân & Dương Thụ) |
| 2   | Phạm Thị Hà My      | "Những Lời Buồn" (Đức Trí)                                                |
| 3   | Nguyễn Anh Phong    | "Lời Nhắn Số 4" (Hồ Hoài Anh)                                             |
| 4   | Trần Ngọc Vũ        | "Tà Áo Ấy" (Hoàng Tôn)                                                    |
| 5   | Trần Thị Hằng       | "Xin Hãy Thứ Tha" (Dương Khắc Linh)                                       |
| 6   | Hoàng Thị Hồng Ngọc | "Xinh" (Nathan Lee)                                                       |
| 7   | Hà Minh Tiến        | "Vì Anh Biết" (Phạm Thanh Hà)                                             |
| 8   | Bùi Thị Thùy Trang  | "Tình Yêu Máu Nắng" (Phạm Thanh Hà)                                       |
| 9   | Trần Huyền My       | "Em" (Phạm Thanh Hà)                                                      |
| 10  | Đỗ Thanh Ngọc       | "That's Ok" (FB Boiz)                                                     |
| 11  | Ngô Thị Thanh Huyền | "Taxi" (Nguyễn Hải Phong)                                                 |
| 12  | Nguyễn Thị Thủy     | "Ngày Xa Anh" (Nhạc: P.I Tchaikovsky – Lời Việt: Dương Thụ)               |

### Tuần 4 – Song ca/Gala loại vòng 1
Phát sóng: 25 tháng 7 năm năm 2014
     – Thí sinh đi tiếp vào giai đoạn 2 (bình chọn bởi Khán giả trong cả bốn tuần)
     – Thí sinh đi tiếp vào giai đoạn 2 (bình chọn bởi Hội đồng nghệ thuật)
     – Thí sinh bị loại
| STT | Thí sinh            | Bài hát (tác giả)                                         |
| --- | ------------------- | --------------------------------------------------------- |
| 1   | Nguyễn Anh Phong    | "Tìm" (Phạm Toàn Thắng)                                   |
| 1   | Bùi Thị Thùy Trang  | "Tìm" (Phạm Toàn Thắng)                                   |
| 2   | Phạm Thị Hà My      | "Sóng" (Võ Thiện Thanh)                                   |
| 2   | Trần Thị Hằng       | "Sóng" (Võ Thiện Thanh)                                   |
| 3   | Ngô Thị Thanh Huyền | "Để Em Rời Xa" (FB Boiz)                                  |
| 3   | Lê Vũ Bình          | "Để Em Rời Xa" (FB Boiz)                                  |
| 4   | Trần Ngọc Vũ        | "Nhớ Mưa" (Nhạc: Huy Tuấn – Lời: Mỹ Linh)                 |
| 4   | Nguyễn Thị Thủy     | "Nhớ Mưa" (Nhạc: Huy Tuấn – Lời: Mỹ Linh)                 |
| 5   | Hoàng Thị Hồng Ngọc | "Nồng Nàn Hà Nội" & "Em Trong Mắt Tôi" (Nguyễn Đức Cường) |
| 5   | Đỗ Thanh Ngọc       | "Nồng Nàn Hà Nội" & "Em Trong Mắt Tôi" (Nguyễn Đức Cường) |
| 6   | Hà Minh Tiến        | "Tìm Về Nơi Đâu" (Thanh Bùi & Tata Young)                 |
| 6   | Trần Huyền My       | "Tìm Về Nơi Đâu" (Thanh Bùi & Tata Young)                 |

### Tuần 5 – Tự chọn/Hát với dàn nhạc Acoustic
Phát sóng: 1 tháng 8 năm năm 2014
     – Thí sinh bị loại
| STT | Thí sinh            | Bài hát (tác giả)                                                       |
| --- | ------------------- | ----------------------------------------------------------------------- |
| 1   | Trần Ngọc Vũ        | "Chợt Quên" (Trần Ngọc Vũ) "Lạc" (Lê Hà Nguyên)                         |
| 2   | Nguyễn Thị Thủy     | "Giọt Sương Trên Mí Mắt" (Thanh Tùng) "Papa" (Dương Khắc Linh)          |
| 3   | Phạm Thị Hà My      | "Trăng Dưới Chân Mình" (Trần Lê Quỳnh) "Một Ngày Mùa Đông" (Bảo Chấn)   |
| 4   | Ngô Thị Thanh Huyền | "Cánh Buồm Phiêu Du" (Sơn Thạch) "Xa" (Phương Uyên)                     |
| 5   | Hà Minh Tiến        | "Lời Yêu Nào" (Đinh Mạnh Ninh) "Buổi Sáng Ở Ciao Café" (Võ Thiện Thanh) |
| 6   | Trần Huyền My       | "Mùa Yêu Đầu" (Đinh Mạnh Ninh) "Thư Chưa Gửi Anh" (Nguyễn Hải Phong)    |
| 7   | Đỗ Thanh Ngọc       | "Là Em Đó" (Hoàng Nhã) "Lạc" (Phạm Toàn Thắng)                          |

| TT | Ca sĩ                  | Bài hát (nhạc sĩ)                      | Ghi chú (Tính đến thời điểm diễn ra cuộc thi)                                     |
| -- | ---------------------- | -------------------------------------- | --------------------------------------------------------------------------------- |
| 1  | Đoàn Thúy Trang        | "Dệt Những Yêu Thương" (Phạm Thanh Hà) | Giải Nhất Nhạc nhẹ Sao Mai 2011 Thí sinh Sao Mai điểm hẹn 2012 (Bị loại ở tuần 5) |
| 2  | Nguyễn Trần Trung Quân | "Gọi Anh" (Dương Thụ)                  | Giải Triển vọng Sao Mai 2011 Top 4 Sao Mai điểm hẹn 2012 (Bị loại ở tuần 9)       |
| 2  | Nguyễn Thị Bảo Trâm    | "Gọi Anh" (Dương Thụ)                  | Top 3 Thần tượng âm nhạc: Vietnam Idol (mùa 4)                                    |

### Tuần 6 – Tự chọn/Ca khúc nước ngoài
Phát sóng: 8 tháng 8 năm năm 2014
     – Thí sinh bị loại
| STT | Thí sinh            | Bài hát (tác giả)                                                                           |
| --- | ------------------- | ------------------------------------------------------------------------------------------- |
| 1   | Nguyễn Thị Thủy     | "When You Teel Me That You Love Me" (Albert Hammond & John Bettis) "Đông" (Vũ Cát Tường)    |
| 2   | Trần Ngọc Vũ        | "Những Ngày Mưa" (Trần Ngọc Vũ) "Home" (Michael Bublé)                                      |
| 3   | Trần Huyền My       | "Sống Như Những Đóa Hoa" (Tạ Quang Thắng) "Feeling Good" (Anthony Newley & Leslie Bricusse) |
| 4   | Ngô Thị Thanh Huyền | "Unchained Melody" (Nhạc: Alex North – Lời: Hy Zaret) "Yêu Mình Anh" (DADA)                 |
| 5   | Đỗ Thanh Ngọc       | "Người Em Yêu Mãi" (Phạm Hải Âu) "Skyfall" (Tử địa Skyfall OST) (Thomas Newman)             |
| 6   | Hà Minh Tiến        | "Người Em Đã Yêu" (Thành Vương) "After the Love Has Gone" (David Foster)                    |

| TT | Ca sĩ           | Bài hát (nhạc sĩ)        | Ghi chú (Tính đến thời điểm diễn ra cuộc thi) |
| -- | --------------- | ------------------------ | --- |
| 1  | Nguyễn Mỹ Dung  | "Hoa Nắng" (Vũ Văn Hà)   | Top 5 Sao Mai điểm hẹn 2004 |
| 2  | Dương Hoàng Yến | "Gương Thần" (Thanh Bùi) | Thí sinh trẻ nhất của Sao Mai điểm hẹn 2008 (bị loại sau vòng 1) Thí sinh Giọng hát Việt (mùa 2) (Top 3 của đội Mỹ Linh, dừng bước tại vòng Liveshow 6) |
| 2  | Vũ Hà Anh       | "Gương Thần" (Thanh Bùi) | Thí sinh Sao Mai điểm hẹn 2012 (Rút lui ở tuần 6) |

### Tuần 7 – Tự chọn/Song ca cùng những người bạn
Phát sóng: 15 tháng 8 năm năm 2014
     – Thí sinh được đi tiếp sau khi hát sing-off
     – Thí sinh bị loại sau khi hát sing-off
| STT | Thí sinh            | Bài hát (tác giả)                                                                                                  |
| --- | ------------------- | --- |
| 1   | Ngô Thị Thanh Huyền | "Ngày Mưa Rơi" (Dương Trường Giang) Song ca với Hoàng Tôn: "Nỗi Nhớ Đầy Vơi" (Hoàng Tôn)                           |
| 2   | Trần Huyền My       | "Những Ngày Yêu Như Mơ" (Tăng Nhật Tuệ) Song ca với Đinh Mạnh Ninh: "Tan Biến" (Nguyễn Hải Phong)                  |
| 3   | Nguyễn Thị Thủy     | "Rơi" (Bảo Lan) Song ca với Nhật Thủy: "Vết Mưa" (Vũ Cát Tường)                                                    |
| 4   | Đỗ Thanh Ngọc       | "Ooh La La" (Nhạc: Nước Ngoài – Lời Việt: Đinh Hương) Song ca với Hoàng Hải: "Người Hát Tình Ca" (Lưu Thiên Hương) |
| 5   | Hà Minh Tiến        | "Cảm ơn Tình Yêu Tôi" (Phương Uyên) Song ca với Văn Mai Hương: "Giấc Mơ Thức Tỉnh" (Dũng L.A)                      |

| TT | Ca sĩ                 | Bài hát (nhạc sĩ)                    | Ghi chú (Tính đến thời điểm diễn ra cuộc thi)                                              |
| -- | --------------------- | ------------------------------------ | ------------------------------------------------------------------------------------------ |
| 1  | Nguyễn Đình Thanh Tâm | "Gặp Tôi Mùa Rất Đông" (Lê Đức Hùng) | Quán quân Sao Mai điểm hẹn 2012 (giải Nghệ thuật)                                          |
| 2  | Hà Linh               | "Thu Cạn" (Giáng Son)                | Giải Nhất Nhạc nhẹ Sao Mai 2007 Top 6 Sao Mai điểm hẹn 2008 (Bị loại trước đêm diễn thứ 3) |

### Tuần 8 – Gala chung kết
Phát sóng: 22 tháng 8 năm năm 2014
| STT | Thí sinh            | Bài hát (tác giả) |
| --- | ------------------- | --- |
| 1   | Nguyễn Thị Thủy     | "Tôi Mơ Một Giấc Mơ" (Nhạc: Claude-Michel Schönberg – Lời Việt: Dương Thụ) (Gốc: I Dreamed a Dream – Les Misérables OST) |
| 2   | Ngô Thị Thanh Huyền | "Trả Lại Cho Em" (Dương Cầm)                                                                                             |
| 3   | Đỗ Thanh Ngọc       | "Nơi Ấy Có Cha" (Phạm Thanh Hà)                                                                                          |
| 4   | Hà Minh Tiến        | "Góc Tối" (Nguyễn Hải Phong)                                                                                             |

| TT | Ca sĩ                 | Bài hát (nhạc sĩ)                                             | Ghi chú (Tính đến thời điểm diễn ra cuộc thi) |
| -- | --------------------- | ------------------------------------------------------------- | --- |
| 1  | Tùng Dương            | "Trăng Khuyết" & "Ôi Quê Tôi" (Lê Minh Sơn)                   | Quán quân Sao Mai điểm hẹn 2004 (giải Nghệ thuật) |
| 2  | Phạm Anh Khoa         | "Ngẫu Hứng Sông Hồng" (Trần Tiến) (Hát cùng P.A.K. Band)      | Quán quân Sao Mai điểm hẹn 2006 (giải Nghệ thuật) |
| 3  | Ngọc Anh              | "Anh Là Người Đầu Tiên" (Phạm Hải Âu)                         | Giải Nhì Nhạc nhẹ Sao Mai 2005 Top 5 Sao Mai điểm hẹn 2006 Giải Đồng cuộc thi Cặp đôi hoàn hảo (mùa 1) (cùng với Quách Ngọc Ngoan) Quán quân cuộc thi Chinh phục đỉnh cao 2014 |
| 4  | Hà Anh Tuấn           | "Dấu Phố Anh Qua" (Nguyễn Bình) "Giấc Mơ Lạ" (Nguyễn Xinh Xô) | Giải Triển vọng Sao Mai điểm hẹn 2006 |
| 5  | Hoàng Nghiệp          | "Tôi Yêu Cuộc Sống Này" (Mạnh Quân)                           | Giải Nhì Nhạc nhẹ Sao Mai 2007 Giải Nhất Sao Mai điểm hẹn 2008 (do Khán giả bình chọn)                                                                                         |
| 5  | Duy Khoa              | "Tôi Yêu Cuộc Sống Này" (Mạnh Quân)                           | Giải Triển vọng Sao Mai điểm hẹn 2008 |
| 5  | Mạnh Quân             | "Tôi Yêu Cuộc Sống Này" (Mạnh Quân)                           | Thí sinh Sao Mai điểm hẹn 2008 (Bị loại sau vòng 1) |
| 6  | Minh Chuyên           | "Ghen" (Phương Uyên)                                          | Top 10 Thần tượng âm nhạc: Vietnam Idol (mùa 2) Quán quân Sao Mai điểm hẹn 2010 (giải Nghệ thuật)                                                                              |
| 7  | Đinh Mạnh Ninh        | "My Girl" (Đinh Mạnh Ninh)                                    | Giải Nhất Tiếng ca Học đường 2008 Giải Triển vọng Sao Mai điểm hẹn 2010 |
| 8  | Việt Anh              | "Chuyện Của Mặt Trời, Chuyện Của Chúng Ta" (Đỗ Bảo)           | Giải Nhì Nhạc nhẹ Sao Mai 2011 Giải Ưa thích Sao Mai điểm hẹn 2012 (do Khán giả bình chọn)                                                                                     |
| 8  | Nguyễn Đình Thanh Tâm | "Chuyện Của Mặt Trời, Chuyện Của Chúng Ta" (Đỗ Bảo)           | Quán quân Sao Mai điểm hẹn 2012 (giải Nghệ thuật) |
| 9  | 12 thí sinh           | "Young Hit" (Hoàng Tôn)                                       | |

## Thứ tự bị loại
| Tốp  | Hà Minh Tiến        |     |     |     | GIỮ   | GIỮ   | GIỮ   | GIỮ  | NGHỆ THUẬT |
| Tốp  | Nguyễn Thị Thủy     |     |     |     | CAO 3 | CAO 3 | CAO 1 | CAO  | ƯA THÍCH   |
| Tốp  | Đỗ Thanh Ngọc       | CAO |     |     | CAO 4 | CAO 2 | GIỮ   | GIỮ  | TRIỂN VỌNG |
| Tốp  | Ngô Thị Thanh Huyền |     | CAO |     | GIỮ   | GIỮ   | GIỮ   | TIẾP |            |
| 5    | Trần Huyền My       |     |     |     | CAO 1 | CAO 1 | CAO 2 | THẤP |            |
| 6    | Trần Ngọc Vũ        |     |     |     | GIỮ   | GIỮ   | THẤP  |      |            |
| 7    | Phạm Thị Hà My      |     |     |     | CAO 2 | THẤP  |       |      |            |
| 8–12 | Lê Vũ Bình          |     |     |     | THẤP  |       |       |      |            |
| 8–12 | Trần Thị Hằng       |     |     |     | THẤP  |       |       |      |            |
| 8–12 | Hoàng Thị Hồng Ngọc |     |     | CAO | THẤP  |       |       |      |            |
| 8–12 | Nguyễn Anh Phong    |     |     |     | THẤP  |       |       |      |            |
| 8–12 | Bùi Thị Thùy Trang  |     |     |     | THẤP  |       |       |      |            |

     – Thí sinh có số lượng bình chọn CAO hoặc nhất trong tuần (đối với 4 tuần đầu) hoặc trong đêm có thí sinh bị loại (tuần 5–7)
     – Thí sinh có số lượng bình chọn thấp nằm trong nhóm không an toàn, được giám khảo GIỮ đi tiếp vòng sau (tuần 4–7)
     – Thí sinh bị loại do có số lượng bình chọn THẤP (tuần 4–7)
     – Thí sinh bị loại tại đêm Gala giai đoạn 1 (tuần 4)
     – Thí sinh đi tiếp vào giai đoạn 2 (tuần 5–8)
     – Thí sinh được chọn đi TIẾP sau khi hát sing-off (tuần 7)
- Tuần 4, bốn thí sinh có số lượt bình chọn cao nhất tính từ đầu, được an toàn bước vào vòng kế tiếp. Ba trong số 8 thí sinh còn lại được hội đồng nghệ thuật chọn đi tiếp.
- Tuần 7, Huyền My và Thanh Huyền rơi vào nhóm không an toàn. Cả hai cùng lần lượt (theo mã số bình chọn) hát sing-off ca khúc "Khát khao tôi" (Dương Cầm) và Hội đồng nghệ thuật đã chọn Thanh Huyền đi tiếp vào đêm Gala chung kết.